# Ginnastica artistica ai XIV Giochi del Mediterraneo
Le competizioni di ginnastica artistica ai XVIII Giochi del Mediterraneo si svolsero nel settembre 2001 a Tunisi, in Tunisia.
Vennero assegnate le medaglie in tutte le specialità di attrezzo maschili e femminili, compreso il concorso individuale e quello a squadre.

## Podi

### Uomini
| Evento                | Oro                                                                                   | Punteggio | Argento                                                                             | Punteggio | Bronzo                                                                           | Punteggio |
| Concorso individuale  | Victor Cano                                                                           | 53.525    | Cedric Guille                                                                       | 53.450    | Alberto Busnari                                                                  | 53.250    |
| Concorso a squadre    | Francia Olivier Esquer Cedric Guille Dimitri Karbanenko Johan Mounard Sebastien Tayac | 160.675   | Italia Matteo Angioletti Alberto Busnari Igor Cassina Andrea Coppolino Enrico Pozzo | 160.400   | Spagna Alejandro Barrenechea Victor Cano Saul Cofino Oriol Combarros Andreu Vivo | 158.175   |
| Corpo libero          | Dimitri Karbanenko                                                                    | 9.325     | Enrico Pozzo                                                                        | 9.300     | Konstantinos Barbakis                                                            | 9.275     |
| Cavallo con maniglie  | Sid Ali Ferdjani                                                                      | 9.275     | Alberto Busnari                                                                     | 9.212     | Igor Cassina                                                                     | 9.137     |
| Anelli                | Dimosthenis Tambakos                                                                  | 9.725     | Andrea Coppolino                                                                    | 9.612     | Walid Elderiny                                                                   | 9.537     |
| Volteggio             | Dimitri Karbanenko                                                                    | 9.256     | Ümit Şamiloğlu                                                                      | 9.231     | Ali Raouf                                                                        | 9.200     |
| Parallele simmetriche | Vasilios Tsolakidis                                                                   | 9.637     | Andreu Vivo                                                                         | 9.487     | Mitja Petkovšek                                                                  | 9.175     |
| Sbarra                | Vlasios Maras                                                                         | 9.737     | Andreu Vivo                                                                         | 9.675     | Aljaž Pegan                                                                      | 9.625     |

### Donne
| Evento                 | Oro                                                                 | Punteggio | Argento                                                                                     | Punteggio | Bronzo                                                                             | Punteggio      |
| Concorso individuale   | Sara Moro                                                           | 37.237    | Ilaria Colombo                                                                              | 36.212    | Elena Gómez                                                                        | 35.962         |
| Concorso a squadre     | Spagna Elena Gómez Marta Cusido Sara Moro Alba Planas Susana Garcia | 109.075   | Italia Cristina Cavalli Maria Teresa Gargano Ilaria Colombo Monica Bergamelli Giorgia Denti | 107.125   | Francia Nelly Soupe Melodie Vaudable Clelia Coutzac Marlene Peron Delphine Regease | 104.800        |
| Corpo libero           | Elena Gómez                                                         | 9.450     | Sara Moro                                                                                   | 9.437     | Maria Teresa Gargano                                                               | 9.000          |
| Volteggio              | Leonie Marzouk                                                      | 9.043     | Monica Bergamelli                                                                           | 8.993     | Sara Moro                                                                          | 8.9000         |
| Parallele asimmetriche | Susana Garcia                                                       | 9.587     | Monica Bergamelli                                                                           | 9.112     | Clelia Coutzac                                                                     | 8.775          |
| Trave di equilibrio    | Ilaria Colombo                                                      | 9.387     | Marlene Peron Maria Teresa Gargano                                                          | 9.087     | Non attribuita                                                                     | Non attribuita |

## Medagliere
La nazione ospitante è evidenziata
| Posizione | Paese    | Oro | Argento | Bronzo | Totale |
| --------- | -------- | --- | ------- | ------ | ------ |
| 1         | Spagna   | 5   | 3       | 3      | 11     |
| 2         | Francia  | 3   | 2       | 2      | 7      |
| 3         | Grecia   | 3   | 0       | 1      | 4      |
| 4         | Italia   | 1   | 9       | 3      | 13     |
| 5         | Algeria  | 1   | 0       | 0      | 1      |
| 5         | Tunisia  | 1   | 0       | 0      | 1      |
| 7         | Turchia  | 0   | 1       | 0      | 1      |
| 8         | Egitto   | 0   | 0       | 2      | 2      |
| 8         | Slovenia | 0   | 0       | 2      | 2      |
| Totale    | Totale   | 14  | 15      | 13     | 42     |